# Tectaria trinitensis
Tectaria trinitensis är en ormbunkeart som beskrevs av William Ralph Maxon. Tectaria trinitensis ingår i släktet Tectaria och familjen Tectariaceae. Inga underarter finns listade.